# SK∞ the Infinity
SK8 the Infinity (SK∞ エスケーエイト Esu Kē Eito?), estilizada como SK∞ the Infinity, es una serie de anime creada por Hiroko Utsumi y producida por el estudio de animación Bones. La serie, de guion original, fue estrenada el 10 de enero de 2021 por ABC y TV Asahi (en el bloque Animazing!!!). Una adaptación a serie de manga titulada Sk8 Chill Out!, comenzó su serialización el 11 de enero de 2021 en la revista Young Ace Up de la editorial Kadokawa Shōten. Se lanzará un OVA en Japón en marzo de 2025. Se ha anunciado una segunda temporada.

## Argumento
Ambientada en Okinawa, la serie se centra en Reki Kyan, un estudiante de segundo año de secundaria y también un apasionado amante del monopatinaje, quien es fanático de «S», una carrera de patinaje secreta y peligrosa que se lleva a cabo en una mina abandonada durante las noches. Los patinadores se motivan especialmente con los denominados "beefs", las batallas que transcurren durante las carreras. Reki introduce a este mundo a Langa Hasegawa, un estudiante transferido que regresa a Japón desde Canadá. Langa, quien no tiene experiencia alguna en el patinaje, se ve repentinamente inmerso en el mundo de las carreras «S».

## Personajes

### Principales
Reki Kyan (喜屋武 暦 Kyan Reki?) / Reki (レキ?)
 Seiyū: Tasuku Hatanaka, Pablo Moreno (español latino)
Es el protagonista principal de la historia, un muchacho alegre y enérgetico que cursa su segundo año de secundaria. Reki ama el monopatinaje y es un gran fanático de las carreras «S». Trabaja a tiempo parcial en Dope Sketch, una tienda de patinaje, donde ha demostrado ser un hábil mecánico e incluso crea sus propias tablas personalizadas. Se convierte en el mejor amigo de Langa y es quien introduce a este al mundo del patinaje y las carreras S. Su familia se compone de sus padres, su abuela y tres hermanas menores; Koyomi, y las gemelas Nanaka y Chihiro.
Langa Hasegawa (馳河 ランガ Hasegawa Ranga?) / Snow (スノー Sunō?)
 Seiyū: Chiaki Kobayashi, Víctor Ruiz (español latino)
El deuteragonista de la serie, un estudiante de secundaria mitad japonés que se traslada junto a su madre a Okinawa tras la muerte de su padre. Nativo de Canadá, Langa ha practicado snowboard desde la edad de dos años, sin embargo, abandonó dicho deporte cuando su padre murió y perdió toda motivación. Langa forja amistad con Reki al poco tiempo de llegar y este le introduce al mundo del patinaje y las carreras S. Su experiencia en el snowboard le facilita aprender patinaje y ha demostrado ser muy bueno en ello, además de adaptar técnicas de snowboard en su forma de patinar. Mucho más tranquilo y recatado que Reki, Langa es dueño de una personalidad serena e introvertida, aunque puede llegar a ser algo terco.
Miya Chinen (知念 実也 Chinen Miya?) / Miya (ミヤ?)
 Seiyū: Takuma Nagatsuka, Roberto Villavicencio (español latino)
Es un estudiante de primer año, un joven pero talentoso patinador que tiene la habilidad de realizar trucos difíciles con suma facilidad. Miya es candidato para representar a Japón en los Juegos Olímpicos. Inicialmente se muestra como alguien egocéntrico y arrogante, considerando a los demás como "slime" y afirmando que están en un nivel inferior al suyo. Esto se debe debido a que sus amigos le dejaron de lado cuando sus habilidades en el patinaje comenzaron a superar las de estos. Es amante de los gatos y los videojuegos.
Hiromi Higa (比嘉 広海 Higa Hiromi?) / Shadow (シャドウ Shadō?)
 Seiyū: Kenta Miyake, Santos Alberto (español latino)
Un patinador de S que compite usando maquillaje al estilo heavy metal. Inicialmente presentado como un antihéroe, Hiromi acepta retos con los demás patinadores de S y no se avergüenza en usar trucos sucios para ganar. Fuera del mundo de S, trabaja en una florería y contrario a su alter ego como Shadow, es tímido y de buen corazón. Está enamorado de la gerente de la florería y se esfuerza por confesarle su amor.
Kaoru Sakurayashiki (桜屋敷 薫 Sakurayashiki Kaoru?) / Cherry Blossom (チェリーブロッサム Cherīburossamu?)
 Seiyū: Hikaru Midorikawa, Fabián Rétiz (español latino)
Es uno de los patinadores más populares de S, siendo también uno de los miembros más antiguos. Junto a Kōjirō, ha estado involucrado en el mundo de las carreras desde sus inicios. Fuera de S, Kaoru es un afamado calígrafo quien asistido por su compañera AI Carla, basa su patinaje en los cálculos y deducción. Es amigo de la infancia de Kōjirō y casi siempre se le ve discutiendo con él.
Kōjirō Nanjō (南城 虎次郎 Nanjō Kōjirō?) / Joe (ジョー Jō?)
 Seiyū: Yasunori Matsumoto, Erick Selim (español latino)
Al igual que Kaoru, es uno de los patinadores más populares de S y ha estado involucrado en las carreras desde sus inicios. Fuera de S, Kōjirō es el dueño de un restaurante de comida italiana, donde también trabaja como chef. Despreocupado y relajado, casi siempre se le ve tratando de conquistar mujeres. Su estilo de patinaje es uno dinámico e intrépido. Es amigo de la infancia de Kaoru y, a pesar de que ambos discuten continuanmente, Kōjirō se preocupa por este.
Ainosuke Shindō (神道 愛之介 Shindō Ainosuke?) / Adam (愛抱夢 Adamu?)
 Seiyū: Takehito Koyasu, Jaime Alberto Carrillo (español latino)
Es el legendario fundador de S. Apodado el "matador del amor", esconde su verdadero rostro bajo una máscara y su verdadera identidad es un misterio para los demás patinadores. Despiadado y cruel, utiliza un truco llamado "Love Hug" para herir y enviar a muchos de sus oponentes al hospital. Después de presenciar la competencia entre Langa y Shadow, desarrolla un fuerte interés hacia Langa y comienza a verlo como su "Eve". Más adelante, se revela que es miembro de la prominente familia Shindō y que forma parte de la Dieta de Japón.
Tadashi Kikuchi (菊池 忠 Kikuchi Tadashi?) / Snake (スネーク Sunēku?)
 Seiyū: Kenshō Ono, Carlos Mireles (español latino)
Es el secretario de Ainosuke. Tadashi ha estado junto a Ainosuke desde que ambos eran niños y fue quien le enseñó a patinar. Desprecia en lo que este se ha convertido y desea que abandone el patinaje, debido a lo cual decide entrar al torneo de S y así poder persuadirlo. Ainosuke lo considera su "perro" y a pesar del maltrato al que es sometido, Tadashi permanece leal a su jefe.

### Secundarios
Shōkichi Ōka (岡 正吉 Ōka Shōkichi?)
 Seiyū: Kenta Okuma, Joaquín Rendón (español latino)
Es el dueño de Dope Sketch, la tienda de patinetas donde Reki y Langa trabajan a medio tiempo. Es una persona amable y ocasionalmente aconseja a sus jóvenes empleados.
Sketchy (スケッチー Sukecchī?)
 Seiyū: Arisa Sekine
Es la mascota de Shōkichi, un pequeño zorro fénec. Siempre se le ve en la tienda y el único a quien escucha es a su dueño. Tiende a morder a Reki y Langa. 
Carla (カーラ Kāra?)
 Seiyū: Yukiko Motoyoshi, Dafne Gallardo (español latino)
Es una inteligencia artificial creada por Kaoru, a quien asiste en su patinaje. Mayormente, Carla permanece en la patineta de Kaoru. 
Nanako Hasegawa (馳河 菜々子 Hasegawa Nanako?)
 Seiyū: Mie Sonozaki, Tania Becerra (español latino)
Es la madre Langa y viuda de Oliver. Se trasladó junto a su hijo a su nativa Okinawa tras la muerte de su esposo. Le preocupa que su hijo no logre adaptarse a su nuevo hogar.
Masae Kyan (喜屋武 正恵 Kyan Masae?)
 Seiyū: Keiko Fukushima, Luz Menchaca (español latino)
Es la madre de Reki, Koyomi, Nanaka y Chihiro. 
Koyomi Kyan (喜屋武 こよみ Kyan Koyomi?)
 Seiyū: Sayaka Senbongi
Es la hermana menor de Reki. 
Nanaka Kyan (喜屋武 ななか Kyan Nanaka?) y Chihiro Kyan (喜屋武 ちひろ Kyan Chihiro?)
 Seiyū: Arisa Sekine (Chihiro)
Son las hermanas gemelas menores de Reki y Koyomi.

## Contenido de la obra

### Anime
El 13 de septiembre de 2020, se informó que Hiroko Utsumi y el estudio Bones estaban trabajando en un nuevo proyecto de anime. No se revelaron más detalles sino hasta la semana siguiente. El 20 de septiembre de 2020, la serie fue anunciada oficialmente. Fue dirigida por Utsumi y escrita por Ichirō Ōkouchi; el diseño de los personajes estuvo a cargo de Michinori Chiba. La música fue compuesta por Ryō Takahashi. La serie fue estrenada el 10 de enero de 2021 en el segmento Animazing!!! del canal ABC y TV Asahi. El tema de apertura es Paradise, interpretado por el grupo Rude-α, mientras que el tema de cierre es Infinity, interpretado por el cantante Yūri.
Fue licenciada para su transmisión en Estados Unidos por Aniplex of America. En el sudeste asiático, la serie fue licenciada por Muse Communication y transmitida por Bilibili. Más adelante, Muse otorgó la licencia del anime a Animax Asia para su transmisión por televisión.
El 4 de julio de 2021, fue anunciado un nuevo proyecto de animación. El 14 de agosto de 2022, se reveló que el proyecto será una segunda temporada y un OVA. El personal principal de la temporada anterior repetirá sus papeles. El OVA, titulado SK8 the Infinity Extra Part, constará de cuatro episodios y se estrenará en Japón el 19 de marzo de 2025, luego de una proyección anticipada en cines el 24 de enero del mismo año por tiempo limitado.
El 1 de septiembre de 2021, Funimation anunció que la serie recibió un doblaje en español latino, que se estrenó el 16 de septiembre (capítulo 1 al 6) y 30 de septiembre (capítulo 7 al 12). Tras la adquisición de Crunchyroll por parte de Sony, el doblaje se trasladó a Crunchyroll.
El 15 de agosto de 2022 se confirmaría una segunda temporada para finales de 2023 o inicios de 2024.

### Manga
Una serie de manga spin-off titulada Sk8 Chill Out!, escrita e ilustrada por Toriyasu, comenzó su serialización en el sitio web Young Ace Up de Kadokawa Shōten el 11 de enero de 2021. Una segunda serie de manga, esta vez adaptada de la serie, comenzó a publicarse en BookLive! bajo el sello Nino desde el 5 de marzo de 2021. La serie es escrita e ilustrada por Kazuto Kōjima.

### Stage play
Dos adaptaciones a obras teatrales fueron anunciadas el 4 de julio de 2021. Las funciones se llevarán a cabo en diciembre de 2021 y enero de 2022, respectivamente.